# 워크캠프
워크캠프(영어: Workcamp)는 다국적 참가자 10~15명의 사람들이 2~3주간 함께 생활하며 봉사활동과 문화교류를 하는 96년 역사의 국내 최대 국제교류 프로그램이다.
워크캠프별로 환경, 사회복지, 교육, 문화예술, 세계유산, 동물보호, 건축 등 특정 주제의 봉사활동을 지역주민들과 함께 수행한다.
다국적 참가자로 이루어져 주된 공용어로 영어를 사용하며, 프랑스어, 일본어 등 다수 참가자의 사용언어, 지역별 통용되는 언어를 사용하기도 한다.
주말을 이용한 자유시간에는 지역문화 탐방이나 문화교류의 시간을 갖고 인근 지역 주민들과 교류의 시간을 갖기도 한다.
워크캠프는 1920년 제1차 세계대전 후 폐허가 된 프랑스 마을을 복구하기 위해 유럽의 각 국에서 모인 청년들의 사회참여 활동으로부터 시작되었다.
다국적 참가자와 함께 봉사활동과 문화교류에 참여함으로써 참가자에게 나눔의 정신은 물론 글로벌마인드 함양과 다국적 인적 네트워크 형성에 최적화된 기회를 제공한다.
현재는 UNESCO 본부에 있는 국제기구인 ‘국제자원봉사위원회(CCIVS)’ 소속 기관들이 매년 80개 국가에서 약 3,300개의 워크캠프를 운영하고 있으며, 매년 5만 명의 사람들이 참가하고 있다.
한국에서는 ‘국제자원봉사위원회(CCIVS)’ 회원단체인 국제워크캠프기구와 함께 사단법인 더나은세상이 매년 한국에서 15개 내외의 워크캠프를 개최하고, 3,000여명의 대한민국 청소년을 전세계 워크캠프에 파견하고 있다.
각 기관 및 단체에서도 워크캠프의 의미를 알리고 참여를 독려하기 위해 다양한 지원 프로그램을 마련하고 있다.
기아자동차와 한국유네스코위원회는 기아 글로벌 워크캠프를 진행하며 2015년 현재 10기를 모집하여 진행하고 있다.
사단법인 더나은세상은 2013년부터 워크캠프챌린저 프로그램을 통해 대학생의 참여를 지원하고 있다. 2013년 첫 해 4명의 워크캠프챌린저를 선발해 유럽(독일, 세르비아), 아시아(태국, 인도네시아), 중남미(멕시코, 페루), 아프리카(케냐, 우간다) 워크캠프에 파견했으며, 2014년엔 8명의 워크캠프챌린저를 선발해 세르비아, 독일, 프랑스, 슬로바키아, 몽골, 대만, 인도네시아, 태국에 파견했다.